# 매직 (마블 코믹스)
매직(Magik, 본명: 일랴나 알렉산드리아 니콜리에브나 라스푸틴, Illyana Alexandria Nikolaievna Rasputina)은 마블 코믹스에서 출간한 만화책에 등장하는 공상 캐릭터이다. 러시아 출신의 엑스맨인 콜로서스의 여동생이다. 1975년 5월 ‘자이언트 사이즈 엑스맨’(Giant-Size X-Men) 1화에 어린 모습으로 첫 등장하였다.
매직은 초능력 뮤턴트이자 마법사이며 시공간을 뛰어넘는 포탈을 열 수 있으며 유체이탈을 할 수 있다.